# Galassia a spirale magellanica
Le galassie a spirale magellaniche sono galassie solitamente nane classificate come tipo Sm (e SAm, SBm, SABm). Sono considerate morfologie intermedie tra le galassia nane a spirale e le galassie irregolari. Prendono il nome dal loro prototipo, la Grande Nube di Magellano. Dal punto di vista morfologico hanno un solo braccio di spirale e possono presentare o meno una barra centrale.
Le galassie a spirale magellaniche furono introdotte da Gérard de Vaucouleurs, unitamente alle galassie irregolari magellaniche (Im), quando aggiornò la classificazione delle galassie di Hubble.
Le galassie a spirale non barrate magellaniche sono classificate come SAm, mentre con SBm si intendono le galassie a spirale barrate magellaniche e con SABm si indicano le galassie a spirale intermedie magellaniche.
Le galassie della tipologia Sm e Im sono anche catalogate come galassie irregolari tuttavia con presenza di qualche struttura piuttosto definita (tipo Irr-1).
Le galassie Sm appaiono tipicamente perturbate e asimmetriche. Le galassie dSm sono definite galassie nana a spirale o galassie nane irregolari a seconda del sistema di catalogazione utilizzato.

## Classificazione delle Galassie a spirale magellaniche
| Galassia                             | Classificazione morfologica     | Immagine                        | Note                                     |
| Galassie a spirale magellaniche      | Galassie a spirale magellaniche | Galassie a spirale magellaniche | Galassie a spirale magellaniche          |
| ------------------------------------ | ------------------------------- | ------------------------------- | ---------------------------------------- |
| NGC 45                               | SAdm                            |                                 | componente del Gruppo dello Scultore     |
| NGC 5204                             | SAm                             |                                 | componente del Gruppo di M101            |
| NGC 3246                             | SABdm                           |                                 |                                          |
| NGC 4625                             | SABm                            |                                 | interagente con NGC 4618                 |
| NGC 4236                             | SBdm                            |                                 | componente del Gruppo di M81             |
| Grande Nube di Magellano             | SBm                             |                                 | il prototipo delle galassie magellaniche |
| NGC 959                              | Sdm                             |                                 | componente del Gruppo di NGC 1023        |
| NGC 3991                             | Sm                              |                                 | componente del gruppo Arp 313            |
| Galassie a spirale nane magellaniche |                                 |                                 |                                          |
|                                      | dSAdm                           |                                 |                                          |
|                                      | dSAm                            |                                 |                                          |
|                                      | dSABdm                          |                                 |                                          |
|                                      | dSABm                           |                                 |                                          |
|                                      | dSBdm                           |                                 |                                          |
|                                      | dSBm                            |                                 |                                          |
|                                      | dSdm                            |                                 |                                          |
| NGC 5474                             | dSm                             |                                 | satellite della Galassia Girandola       |

## Lista delle Galassie a spirale magellaniche

### Barrate (SBm)
- Grande Nube di Magellano (LMC)
- Piccola Nube di Magellano (SMC)
- NGC 1311[3]
- NGC 4618[4]
- NGC 4236
- NGC 55
- NGC 4214
- NGC 3109
- IC 4710

### Intermedie (SABm)
- NGC 4625
- NGC 5713

### Non barrate (SAm)
- NGC 5204[5]
- NGC 2552